# ثرب كبير
غشاء الأمعاء الشحمي الكبير أو الثرب الكبير (يسمى في الحيوانات خاصة بسلى الرأس) وهو طية كبيرة تشبه المئزر من البريتوان الحشوي تتدلى للأسفل من المعدة. وهو أول تركيب يمكن ملاحظته عند فتح التجويف البطني من الأمام.

## الوظيفة
يمكن تلخيص وظائف الثرب الأكبر كما يلي:
1. ترسيب الدهون، التي تحتوي على كميات متفاوتة من الأنسجة الدهنية.
2. يلعب دور في الاستجابة المناعية.
3. عزل العدوى والجروح. قد يحد أيضًا من انتشار الالتهابات داخل الصفاق. غالبًا ما يمكن العثور على الثرب الأكبر ملفوفًا حول مناطق العدوى والصدمات.

## معرض صور

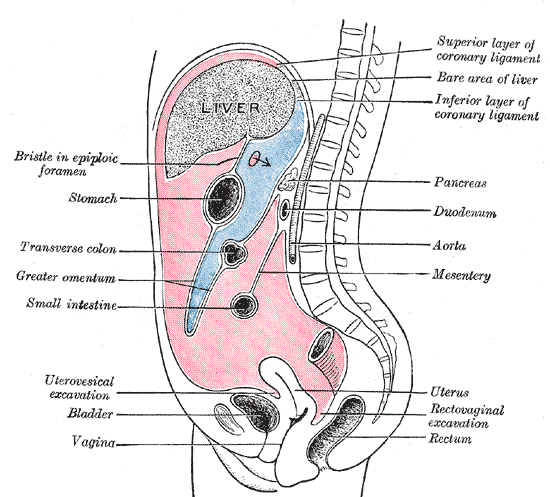
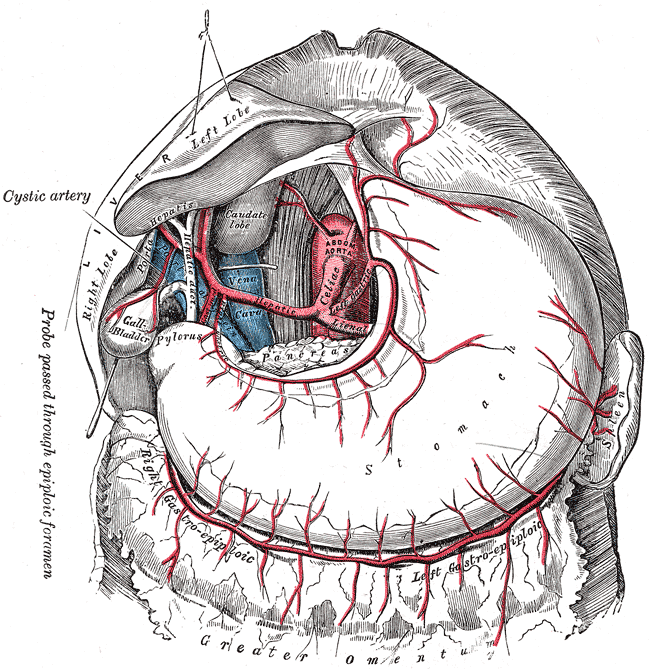
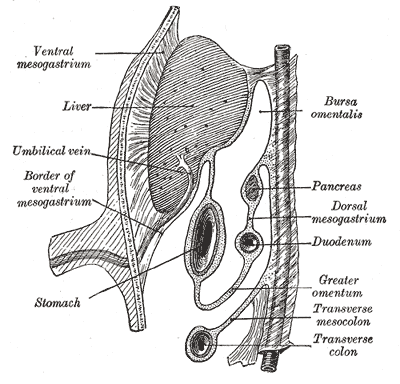
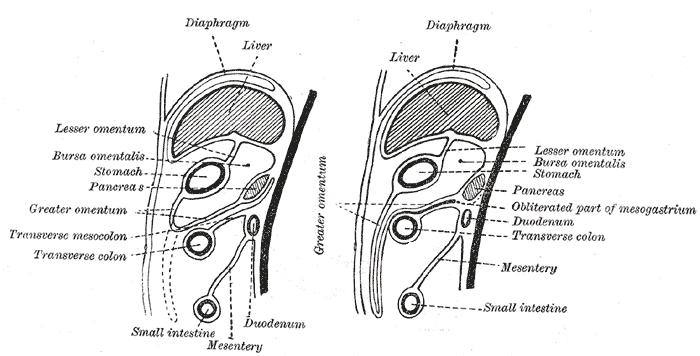
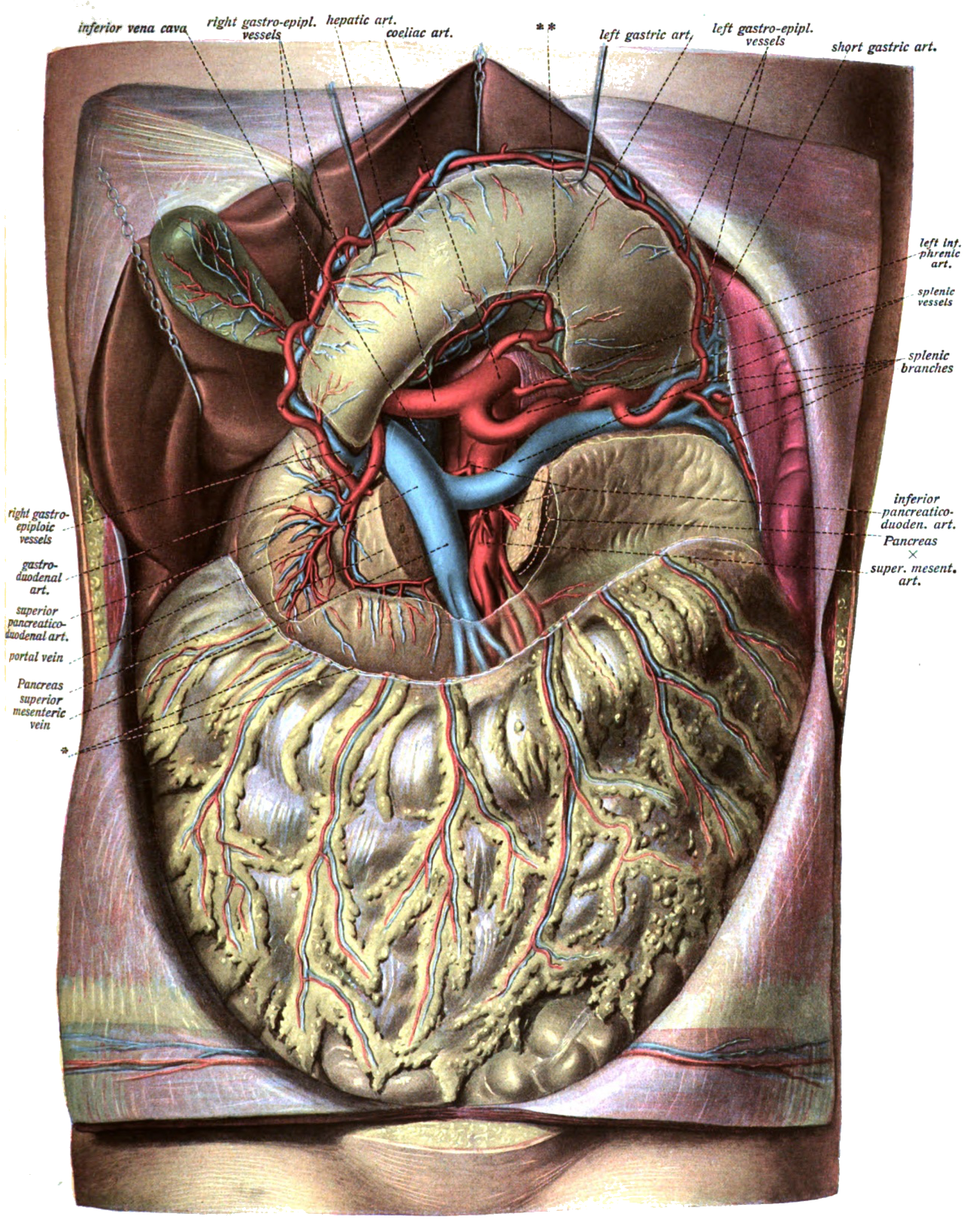
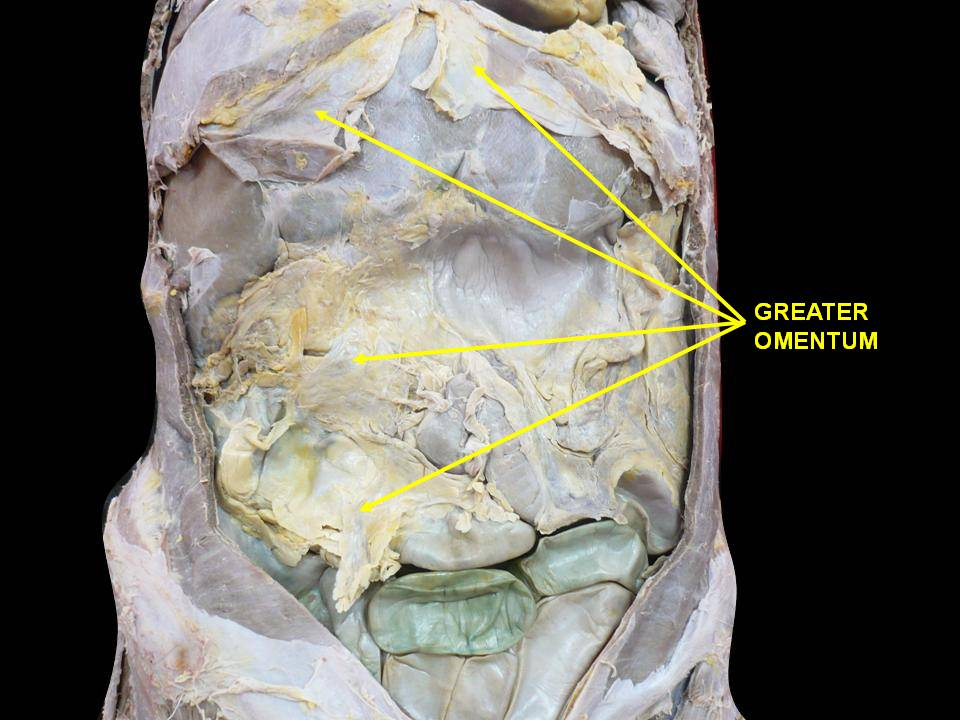

## روابط خارجية
- شكل تشريحي: 37:03-07 على موقع مركز سوني دونستات الطبي (تشريح بشري عبر الإنترنت).
- شكل تشريحي: 37:05-12 على موقع مركز سوني دونستات الطبي (تشريح بشري عبر الإنترنت).
- صور تشريحية:37:07-0100 في مركز داونستيت الطبي التابع لجامعة نيويورك
- Diagram at Tn.edu نسخة محفوظة 4 فبراير 2007 على موقع واي باك مشين.
- جامعة واينسبرغ digirep/greateromentum